# Judikat Arboreja
Judikat Arboreja (sard. rennu de Arbaree) je povijesna država koja je obuhvaćala otok Sardiniju. Sjedište judikata (tal. giudicato, lat. giudicatus, sard. judicadu, logu ili rennu) se nalazilo na otoku Sardiniji. Državom su upravljali suci ( tal. giudice, lat.  iudices ili judikes, sard. judike ). Judikat se dijelio na 14 kuratorija. Kuratorije su imali Barbagia di Austis, Barbagia di Belvì, Barbagia di Ollolai, Barigadu, Bonorzuli, Campidano Maggiore, Campidano di Milis, Campidano di Simaxis, Guilcer, Mandrolisai, Marmilla, Montis, Usellus i Valenza. 
. Zakonik ovih judikata zvao se Carta de Logu, a važnu pravnu snagu imali su municipalni statuti condaghe. Upravni jezik je u prošlosti bio bizantski grčki dok su otokom vladali Bizantinci, ali je brzo ispao iz uporabe nakon raspada bizantskih posjeda na Zapadu. Zamijenili su ga latinski koji je dugo bio jezik domorodačkog stanovništva, a koji se razvio u sardinijski jezik koji je postao i službeni.
Od prvih desetljeća suočavala se s napadima. 1015. i 1016. snage Taifa Denija iz muslimanske Španjolske napala je Sardiniju i pokušala uspostaviti vlast, ali je odbijena. Uslijedile su pisansko - genovske ekspedicije pod papinim odobrenjem. Suvremeni povjesničari te napade kvalificiraju kao protokrižarskim ratovima.
Često je ratovala sa susjedima nakon aragonskog osvajanja. U jednom je razdoblju nakon velikih pobjeda Judikata Arboreje gotovo cijeli otok bio arborejski, a Kraljevina Sardinija nekoliko puta se svela samo na gradove Cagliari na krajnjem jugu otoka i Alghero na krajnjem sjeverozapadu otoka. Utrnućem Judikata 1448. i padom posljednje dorijske utvrde Castelgenovese (Castelsardo) koji je uskoro promijenio ime u Castelaragonese, cijeli je otok došao pod Kraljevinu Sardiniju. Gašenjem arborejske vlasti u središnjem zapadnom dijelu otoka uspostavljen je Markizat Oristano 1410. godine.